# Салехи, Тоомадж
Тоома́дж Салехи́ (перс. توماج صالحی‎; род. 3 декабря 1990 году) — иранский рэпер, по большей части известный своими протестными песнями об общественных проблемах Ирана и о политике правительства Исламской Республики Иран.
По словам Салехи, его повседневная работа — рабочий на металлообрабатывающей фабрике. Власти Ирана приговорили Салехи к шести годам лишения свободы за участие в протестах в Иране 2022 года. 24 апреля 2024 года Тоомадж Салехи был приговорён к смертной казни за поддержку иранского движения «Женщина, жизнь, свобода» в 2022—2023 годах, сообщил его адвокат иранской газете «Шарг» («شرق»).
22 июня 2024 года адвокат Тоомаджа Салехи заявил, что Верховный суд отменил смертный приговор и назначил повторное судебное разбирательство.
2 декабря 2024 года Салехи освобожден из под стражи после после отбытия годового срока заключения.